# Waldzell
Waldzell es una localidad del distrito de Ried im Innkreis, en el estado de Alta Austria, Austria, con una población estimada a principio del año 2018 de 2177 habitantes. 
Se encuentra ubicada al oeste del estado, cerca de la frontera con Alemania y del río Eno —un afluente derecho del río Danubio—. Esta pequeña localidad se encuentra en una zona boscosa en el noroeste de Austria y a unos 45 km al noreste de la ciudad de Salzburgo.